# 에아
엔키(수메르어: 𒀭𒂗𒆠 DEN-KI)는 수메르 종교의 물, 지식(게슈투), 기술(가샴), 창조(누딤무드)의 신이며, 아눈나키 중 하나이다. 나중에 아카드(아시리아-바빌로니아) 바빌로니아 종교에서 에아(아카드어: 𒀭𒂍𒀀) 또는 아이로 알려졌으며, 일부 학자들은 그를 가나안 종교의 이아와 동일시한다. 이 이름은 그리스어 자료(예: 다마스쿠스)에서는 아오스로 표기되었다.
그는 원래 에리두의 수호신이었으나, 나중에 메소포타미아 전역과 가나안, 히타이트, 후르리인에게 퍼졌다. 그는 에아의 별이라고 불리는 남쪽 별자리띠와 관련이 있었으며, 또한 아쉬-이쿠, 즉 들판 (페가수스자리) 별자리와도 관련이 있었다. 기원전 제2천년기경부터 그는 때때로 "40"이라는 숫자적 표의문자로 언급되기도 했는데, 이는 간혹 그의 "신성한 숫자"로 여겨졌다. 바빌로니아의 나부 (마르두크의 아들)와 연관된 행성 수성은 수메르 시대에 엔키와 동일시되었으며, 별 카노푸스도 마찬가지였다.
엔키에 대한 많은 신화가 남부 이라크에서 레반트 해안에 이르는 다양한 유적지에서 수집되었다. 그는 이 지역 전역에서 현존하는 가장 초기 쐐기 문자 비문에서 언급되며, 기원전 제3천년기부터 헬레니즘 문명까지 주요 신이었다.

## 엔키와 에아라는 이름
엔키와 에아라는 이름의 의미는 불분명하다. 이들은 원래 별개의 신이었으나, 언제 서로 완전히 동일시되었는지는 명확하지 않다. 알폰소 아르키는 이들 사이의 혼합주의가 기원전 제3천년기 중반부터 바빌로니아 일부 지역에 이미 존재했을 가능성이 있다고 주장한다.

### 엔키
엔키라는 이름은 일반적으로 수메르어로 "땅의 주인"으로 번역된다. 이 설명이 보편적으로 받아들여지는 것은 아니다. 일부 학자들은 이 이름이 신의 기능과 맞지 않는다고 주장한다. 엔키가 원래 이름 대신 최종적으로 사용된 신의 별명이었을 수 있다는 주장도 제기되었다. 새뮤얼 노아 크레이머는 "땅의 주인"이라는 별명이 에리두의 신학자들에 의해 신의 위상을 높이고 그를 엔릴의 경쟁자로 만들기 위해 부여되었다고 주장했다. 그러나 토르킬드 야콥센은 수메르어 문헌에 엔키와 엔릴 사이의 경쟁에 대한 결정적인 증거가 없다고 지적한다. 야콥센은 엔키를 단물의 힘의 의인화로 해석했다. 그는 그의 이름 "땅의 주인(생산적인 관리자)"을 땅을 비옥하게 하는 물의 역할의 반영으로 설명했다. 그는 엔키의 원래 이름이 압주였으며, 나중에 그의 지하 단수 영역이자 거처로 간주되었다고 제안했다. 그러나 페터 에스팍에 따르면, 고대 수메르 시대의 현존하는 자료에서는 엔키가 물의 고대 의인화로 간주되었다는 결정적인 증거가 없다. 이름의 유사성에도 불구하고, 에리두의 엔키와 원시 신 엔키는 별개의 존재였다. 야콥센은 그들의 이름이 약간 다른 의미를 가지고 있으며, 원시 신의 이름을 "주인 지구"로 번역했다. 그들의 이름의 에메살어 방언 형태는 다르다. 에리두의 엔키의 이름은 아만키로 표기되는 반면, 원시 신의 이름은 우문키로 표기된다.
에드몽 솔베르거와 윌프레드 G. 램버트는 에리두의 엔키 이름에 대한 다른 번역을 제안했다. 그의 이름의 두 번째 요소 끝에 생략 가능한 'g'가 나타나는데, 이는 원시 신의 이름에는 나타나지 않는다. 이러한 이유로 그들은 이 두 번째 요소를 '땅'을 의미하는 'ki'가 아니라 의미를 알 수 없는 'ki(g)'로 해석한다. 솔베르거는 수메르어에서 'ki(g)' 요소가 '호의, 자비, 사랑'을 의미한다고 보았다. 따라서 그는 엔키(g)를 '사랑의 주인' 또는 '자비의 주인'으로 번역했다. 그는 이 번역이 신화에서 엔키가 인류의 친구로서 잘 입증된 역할을 반영한다고 주장한다. 그러나 이 설명은 일반적으로 받아들여지지 않는다. 생략 가능한 'g'가 이음동화를 통해 발생했을 가능성이 있다고 언급되었지만, 수메르어에서는 아직 유사한 이음동화의 예가 발견되지 않았다.

### 에아
에아라는 이름은 아카드 제국 시대의 인명에서 처음 나타난다. 에아를 '물의 집' 또는 '달의 집, 달의 정거장'을 의미하는 수메르어 이름으로 해석하는 이전 번역들은 현대 학계에서는 설득력이 없는 것으로 간주된다. 일부 현대 출판물에서는 '물의 집'이라는 해석이 때때로 서기들의 민간어원으로 제시되기도 한다. 그러나 램버트에 따르면, 그러한 재해석에 대한 증거는 없다.
아카드 시대의 자료에서 이 이름이 셈족 요소와 관련되어 나타난다는 사실 때문에, 에아가 셈족 이름일 가능성이 가장 높다는 주장이 제기되었다. 이 이름의 어원이 셈족 어근 *ḥyy, 즉 '살다'와 관련이 있을 수 있다는 제안이 있었다. 이 설명은 확실히 증명되지는 않았지만, 그럴듯한 것으로 간주된다. 미겔 시빌은 하야 신의 이름이 원래 에아의 다른 표기법이었다고 제안했다. 마가렛 W. 그린은 에아와 하야라는 이름이 모두 수메르인과 셈족의 판테온에 통합된 선 수메르 신의 이름에서 유래했으며, 에아가 엔키와 동화된 후에도 하야는 별개의 신으로 지속되었다고 제안했다. 에아와 하야 이름 사이의 연관성 가설은 신뢰할 수 있는 것으로 간주되지만, 증명되지 않았으며, 모든 학자들이 받아들이는 것은 아니다.

## 다른 이름과 별명

### 누딤무드
엔키/에아의 가장 자주 나타나는 대체 이름이자 별명 중 하나인 누딤무드는 거의 문학 텍스트에서만 사용되었다. 아카드어 자료에서는 왕실 비문, 기도, 주문에도 나타날 수 있었다. 이는 자메 찬가에서 이미 den-nu-te-mud 형태로 나타난다. 표준 표기는 dnu-dím-mud였다. 다른 형태로는 예를 들어 파라 시대의 nu-te-me-nud 또는 우르 제3왕조 시대의 nu-da-mud가 있다. 표준 철자법에서 동사 요소인 dím과 mud는 각각 '건설하다, 창조하다'와 '낳다'를 의미한다. 신 목록 An=Anum ša ameli는 누딤무드를 창조의 신으로서의 에아로 설명한다. 토르킬드 야콥센은 이 이름을 '형상 조각가', '형상화의 신'으로 해석했는데, 이는 기술의 신이자 점토로 형상을 창조하는 신으로서의 에아의 역할을 반영한다. 누딤무드의 오래된 철자법에는 dím 요소가 포함되어 있지 않다는 점이 언급되었다. 앙투안 카비뇨와 만프레드 크레베르니크는 dím이 포함된 철자법이 이름의 나중 어원적 재해석 때문일 가능성이 높다고 결론지었다. 더 오래된 시대의 누딤무드의 의미는 불분명하다.

### 나그부
나그부, 즉 '원천, 샘'은 엔키/에아의 또 다른 이름으로, 샘과 지하수의 주인으로서의 그의 역할을 반영한다. 이러한 측면에서 그는 관개 및 비옥함과 연결될 뿐만 아니라 주문의 기술과도 관련이 있었는데, 이는 지하수가 메소포타미아의 마법 및 주문 의식에서 중요한 역할을 했기 때문이다. 나그부는 주로 바빌로니아의 자료에서 증명되며, 신바빌로니아 제국 시대에는 이름이 종종 주문 텍스트에 나타난다. 이는 로고그램 dIDIM으로 기록되었다. 이 로고그램은 이미 아카드어 및 신수메르 이름에서 신명 요소로 나타난다. 기원전 제2천년기부터 바빌로니아 인명에 자주 나타난다. 신 목록 안=아눔에서 나그부는 에아와 동일시된다. 나그부가 원래 독립적인 신이었는지 에아의 한 측면이었는지는 불분명하다.

### 니시쿠
니시쿠는 엔키/에아의 다른 이름이자 별명으로, 의미가 불확실하다. 이는 고바빌로니아 제국 시대의 문학 텍스트에서 처음 나타난다. 윌프레드 G. 램버트와 앨런 R. 밀라드는 이 이름이 엔키의 수메르어 별명인 눙을 반영하는 셈어 요소 나시쿠 ('족장')에서 유래했다고 제안한다. 하네스 D. 갈터는 고바빌로니아 표현과 아람어에서 온 차용어 사이의 연관성은 설득력이 없다고 생각한다. 이름의 다른 철자법으로는 나샤시쿠와 닌시쿠가 있다. 닌시쿠는 수메르어에서 유래한 후대의 민간어원일 가능성이 높다. 이는 중바빌로니아 시대부터 나타난다. 한 신 목록은 닌시쿠를 지혜의 신으로서의 에아로 설명한다. 이 해석에서 -시쿠는 수메르어 kù-zu ('현명한')와 동일시되었을 가능성이 높다.

### 디쉬
로고그램 디쉬는 아시리아 텍스트에서 종종 엔키/에아를 지칭한다. 신아시리아 제국 자료에서는 주로 왕실 비문과 주문 문학에 나타난다. 이는 기원전 제1천년기의 인명에서 신명 요소로 가끔 증명된다. 신바빌로니아 우루크에서는 아누를 대신 지칭한다. 아카드어에서 디쉬의 발음은 알려져 있지 않다. 갈터는 디쉬가 아누와 관련된 숫자 60을 상징하는 숫자였을 가능성이 있으며, 에아에게 사용된 것은 그를 판테온의 최고신과 동일시하는 방법이었을 수 있다고 제안한다.

### 기타 이름과 별명
엔키/에아는 그의 다양한 기능과 그의 거처인 압주 및 그의 숭배 중심지인 에리두와의 연관성을 반영하는 다양한 다른 이름과 별명을 가지고 있었다. 갈터는 에아의 다른 이름 대부분이 기원전 제2천년기 후반의 자료에서만 문서화되어 있으며, 따라서 이는 신의 모든 측면을 완전히 포괄하고 묘사하려는 노력을 나타낸다고 추정한다. 웃투와 니나갈과 같은 공예 신들은 후기 자료에서 에아의 다른 이름으로 간주될 수 있었다.
아카드어 에아의 별명 대부분은 지혜의 신으로서의 그의 역할을 반영한다. 그러한 별명에는 예를 들어 벨 네메키 ('지혜의 주인'), 벨 타시미티 ('이해의 주인'), 및 압칼 일리 ('신들의 현자')가 있다. 벨 나그비 ('지하수의 주인')는 물의 신으로서의 에아의 자주 나타나는 별명이었다. 그는 벨 테네셰티, '인류의 주인'으로 언급될 수 있었다. 주문 예술과의 그의 연관성은 그의 별명 마쉬마쉬 일리, '신들의 퇴마사', 및 벨 이쉬푸티 ('정화 의식의 주인')에 반영되었다.
에아는 일부 아카드어 텍스트에서 에아-샤루로 언급될 수 있었다. 갈터에 따르면, 에아-샤루가 단순히 에아의 별명이었는지 아니면 외국 신이 에아와 동일시되고 -샤루, '왕'이 그들을 구별하기 위해 추가되었는지는 불분명하다. 그는 이 이름의 가장 초기 증명은 메소포타미아 외부에서 발생했으며, 이는 이름이 이 지역에서 유래하지 않았을 수 있음을 나타낼 수 있다고 언급한다.
문학 텍스트에서 엔키/에아의 흔한 별명은 엔릴-반다, '주니어 엔릴'이었다. 이 별명의 초기 증명은 고바빌로니아 제국 시대로 거슬러 올라간다. 여러 학자들이 이 이름에 대한 여러 가지 가능한 해석을 제안했다. 이는 에아가 엔릴의 어린 동생으로 간주되었음을 나타낼 수 있고, 에아를 엔릴과 동일시하는 방법이었을 수 있으며, 그의 영역에서 그가 '엔릴과 같다'는 것을 주장하는 방법이었을 수 있고, 또는 그가 엔릴로부터 그의 기능과 거처를 받았다는 것을 의미할 수 있다.
엔키의 별명인 압주의 왕과 에리두의 왕은 이미 수메르어 자료에서 초기 왕조 시대 (메소포타미아)부터 증명된다. 그의 또 다른 별명은 (ddàra-abzu)로, 아이벡스 또는 압주의 사슴으로 번역된다. 아이벡스는 역사 시대에 엔키와 관련이 있었다. 이 별명의 초기 증명은 고바빌로니아 제국 찬가에서 발견된다. 엔키/에아의 여러 복합 별명은 나중 신 목록에 dàra 요소와 함께 나타난다.

## 상징과 도상

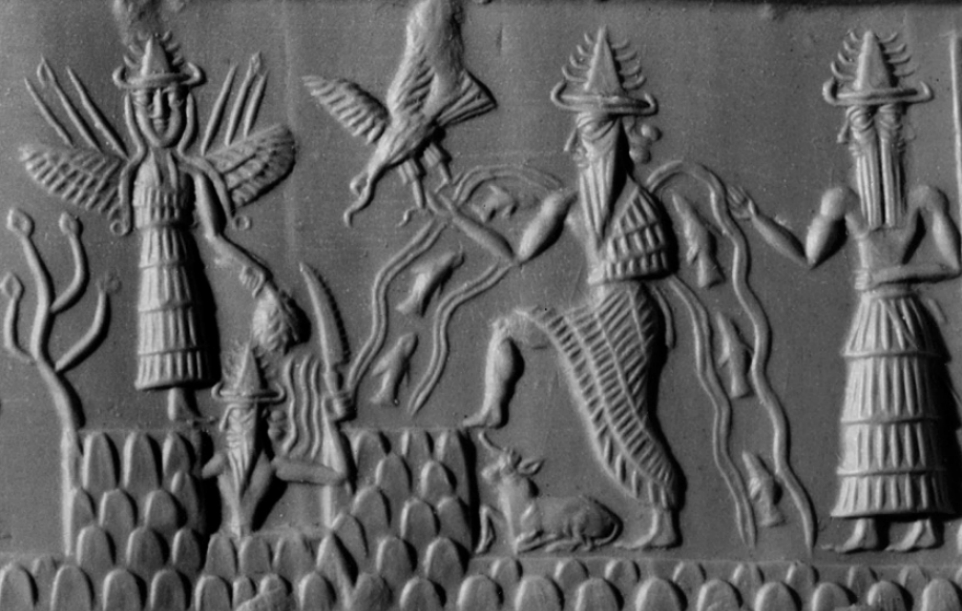
아카드 제국 원통 인장의 세부 묘사 (기원전 2300년경)로, 어깨에서 물줄기가 흐르고 물고기가 헤엄치는 에아를 묘사한다. 대영박물관.

엔키/에아는 인지할 수 있는 도상을 가진 몇 안 되는 메소포타미아 신 중 한 명으로 여겨진다. 특징은 몸에서 흐르는 물줄기로, 종종 물속을 헤엄치는 물고기가 동반된다. 이러한 특징은 고아카드 시대에 처음 나타난다. 엔키의 초기 시대 도상학은 불확실하다. 그는 초기 왕조 시대 인장에서 두 발 아래에 두 마리의 물고기가 있는 앉은 신으로 묘사되었다고 제안되었지만, 보편적으로 받아들여지지는 않는다. 엔키/에아의 물줄기는 그의 어깨나 엉덩이에서 나오는 것으로 묘사될 수 있었고, 또는 그는 그의 사당이나 거처 안에 앉아 있는 것으로 묘사될 수 있었으며, 물줄기는 사각형 모양으로 그를 둘러싸고 있었다. 또한 그는 종종 물을 뿜는 그릇을 가지고 묘사될 수 있었고, 그것들을 어깨에 메거나 손에 들거나 손 위에 들고 있었다.

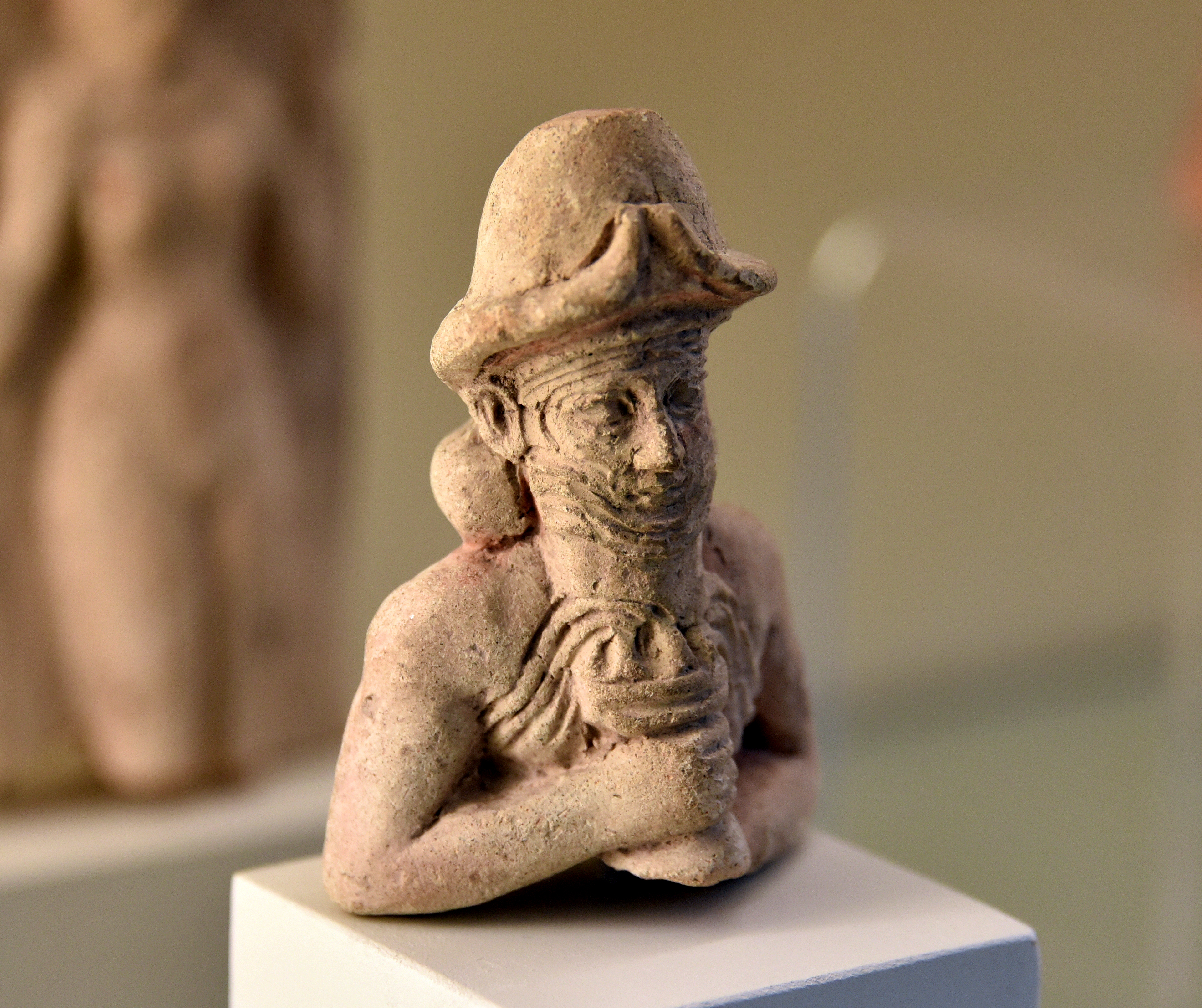
고바빌로니아 제국 (기원전 19세기-17세기) 에아의 조각상으로, 물이 넘쳐흐르는 그릇을 들고 있다. 페르가몬 박물관.

그의 상징물에는 바다 염소와 숫양 머리 지팡이가 있다. 이들은 종종 함께 묘사되었는데, 예를 들어 쿠두루에 그렇다. 나지마루타쉬 쿠두루 돌은 이들을 '에아의 위대한 상징물'이라고 언급한다. 숫양 머리 지팡이는 고바빌로니아 시대부터 아케메네스 시대까지 예술에 나타난다. 신아시리아 인장에서 에아는 때때로 지팡이를 들고 있는 것으로 묘사되는데, 제레미 블랙과 앤서니 그린은 이것이 지팡이의 상징적인 표현일 수 있다고 제안한다. 바다 염소는 신수메르 시대부터 헬레니즘 시대까지 메소포타미아 예술에 나타나며, 나중에 로마 예술에 채택되었다. 이는 염소자리 별자리의 기원이 된다. 에아는 종종 그 위에 앉아 있거나 서 있는 것으로 묘사될 수 있었다. 바다 염소가 에아와의 연관성이 잘 입증되었지만, 이는 특정 신과 관련되지 않은 일반적인 주술적 인물로도 묘사될 수 있었다. 바다 염소의 점토 조각상은 주술적 마법에 사용될 수 있었다.
에아의 또 다른 상징은 거북이었다. 이는 고아카드 시대부터 그와 관련이 있었다. 쿠두루에서는 숫양 머리 지팡이를 가진 바다 염소 대신 그의 상징으로 사용되거나, 바다 염소의 등에 묘사될 수 있었다.
에아는 종종 그의 두 얼굴을 가진 시종 이시무드와 함께 묘사되었다. 고아카드 시대부터 그는 또한 그의 라흐무 시종들과 함께 묘사될 수 있었는데, 이들은 풍성한 얼굴 수염과 얼굴 양쪽에 머리카락 뭉치가 있는 벌거벗거나 킬트를 입은 남성 인물로 묘사된 신들이었다. 원통 인장에서는 그들이 문지기 역할을 하며 문기둥을 들고 있거나, 나중 시대에는 삽을 들고 있는 것으로 묘사될 수 있었다. 그림에서 에아와 밀접하게 연관된 또 다른 인물은 물고기 인간으로, 남성의 상체와 물고기의 하체를 가지고 있다. 이는 에아의 상징 옆에 묘사되었다. 이는 신수메르 시대부터 헬레니즘 시대까지 그림에서 나타나며, 그리스 및 중세 유럽 예술과 문학에서 반어인의 전신이었을 수 있다.
아카드 시대의 인장에서는 에아가 다양한 장면으로 묘사되었는데, 일부는 신화적 배경을 가지고 있을 가능성이 높다. 잘 알려진 예는 아다의 인장이다. 그곳에서 그는 한 발을 산에 얹고 어깨에서 물줄기가 나오며 그 안에 물고기가 헤엄치는 것으로 묘사된다. 그의 오른발 아래에는 아이벡스 또는 황소가 앉아 있다. 독수리가 위에서 장면의 중앙으로 내려온다. 에아의 두 얼굴을 가진 시종은 그의 뒤에 서 있다. 산에서 떠오르는 신은 대부분 샤마쉬로 해석되지만, 아닷 또는 닌우르타도 제안되었고, 무장한 여신은 이슈타르로 해석된다. 또 다른 잘 입증된 예는 반인반조 생물이 한두 명의 신(그중 한 명은 일반적으로 이시무드)에 의해 왕좌에 앉은 에아 앞에 제시되는 모티프이다. 학자들은 이러한 장면에 대해 다양한 해석을 제시했다. 피에르 아미에트는 아다 원통 인장의 장면이 초봄에 자연의 힘이 드러나는 것을 나타낼 수 있다고 제안했다. 크레이머와 마이어는 '새 인간'이 흐르는 물의 신 앞에 이끌려 오는 장면이 안주 신화에서 파생되었을 수 있다고 제안했다. 이는 도난당한 운명의 서판이 안주 새의 패배 후 엔키에게 반환되는 것을 나타낸다. 수메르어 버전의 신화에서 그는 서판의 수호자였지만, 아카드어 버전에서는 서판이 엔릴에게서 도난당했다. 그러나 이 시대에는 이해하기 어려운 소수의 신화만이 보존되어 있으므로, 장면 뒤의 이야기는 불확실하다. 에아는 또한 그의 배를 타고 여행하는 것으로 묘사될 수 있었다. 한 텍스트에 따르면, 배의 이름은 '압주의 아이벡스'였다. 엔키와 아이벡스의 연관성은 기원전 3천년기 후반으로 거슬러 올라간다.
금눈쇠올빼미는 '새 소리 텍스트'에서 에아의 새라고 불린다.

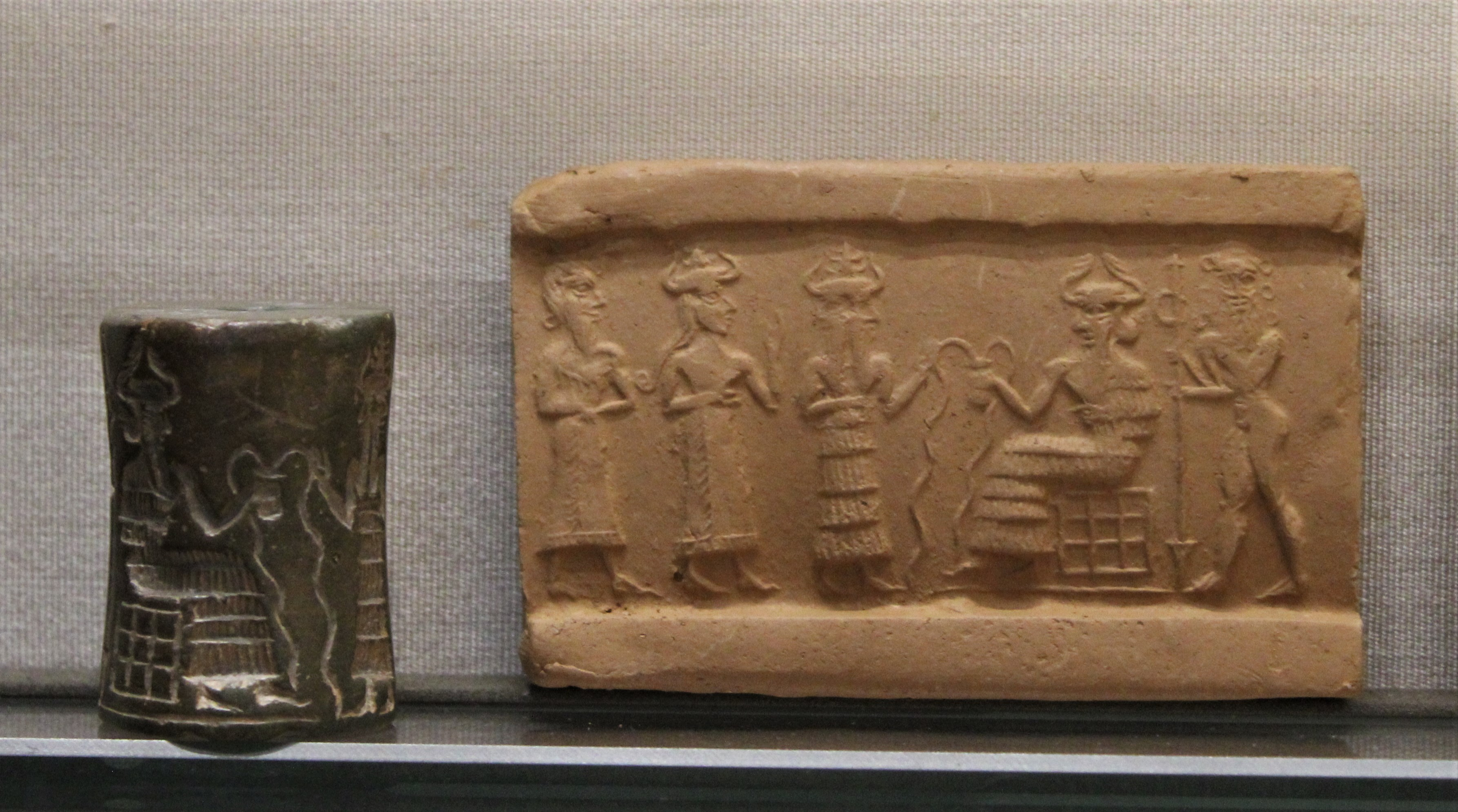
아카드 제국 원통 인장으로, 왕좌에 앉은 에아가 문기둥을 들고 있는 라흐무와 두 얼굴을 가진 시종에 둘러싸여 있으며, 시종이 인장 주인의 수호신을 소개한다.
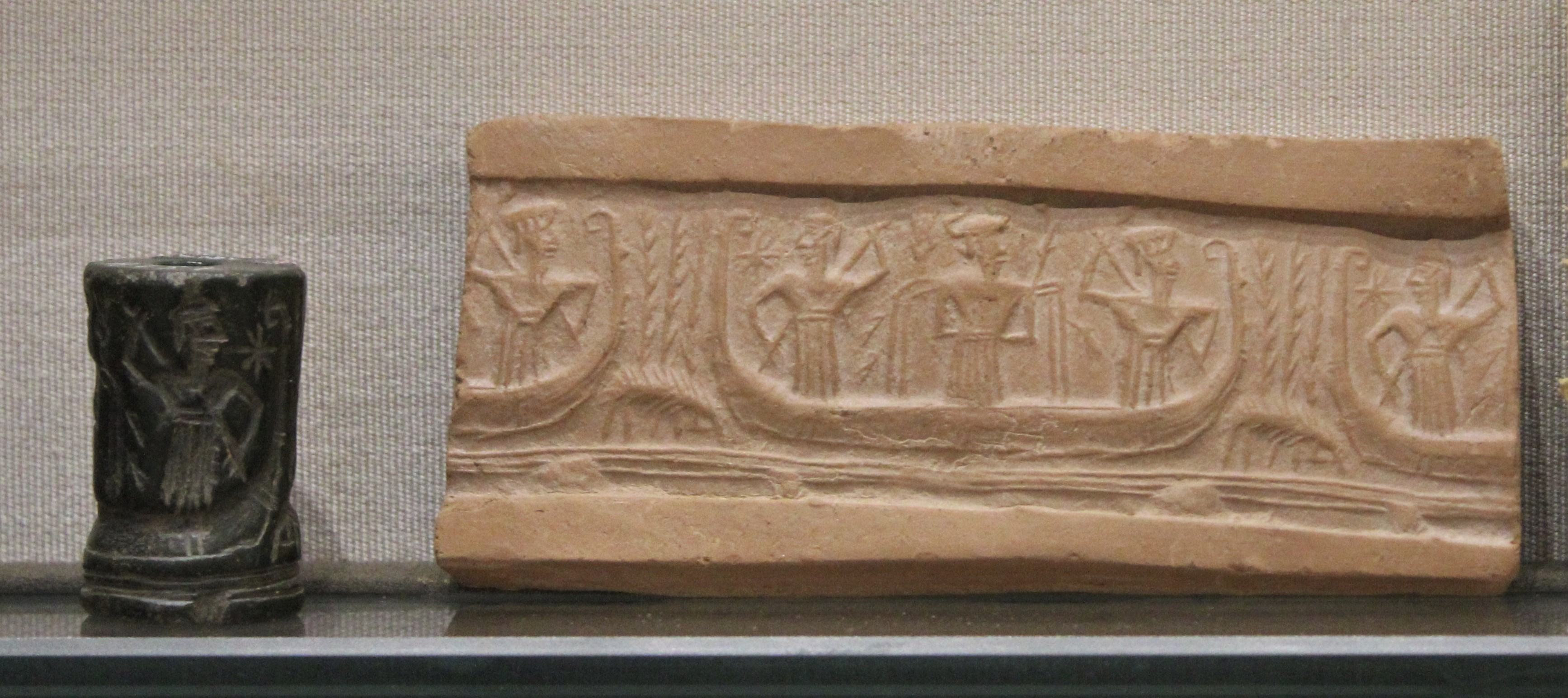
아카드 제국 원통 인장으로, 에아가 자신의 배를 타고 여행하는 모습을 묘사한다.
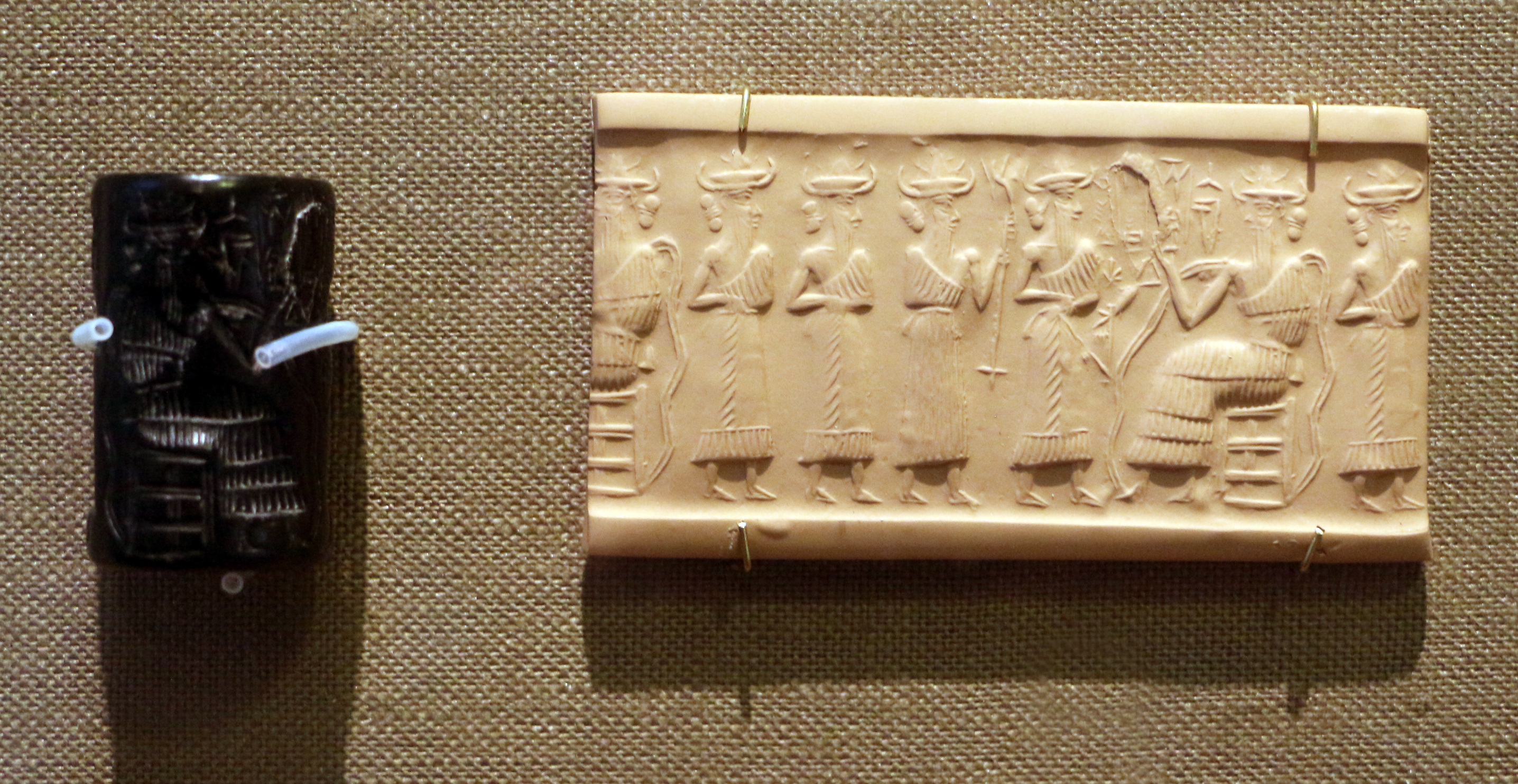
아카드 제국 원통 인장으로, 네 명의 신이 왕좌에 앉은 에아 앞에 나서는 모습을 묘사한다.
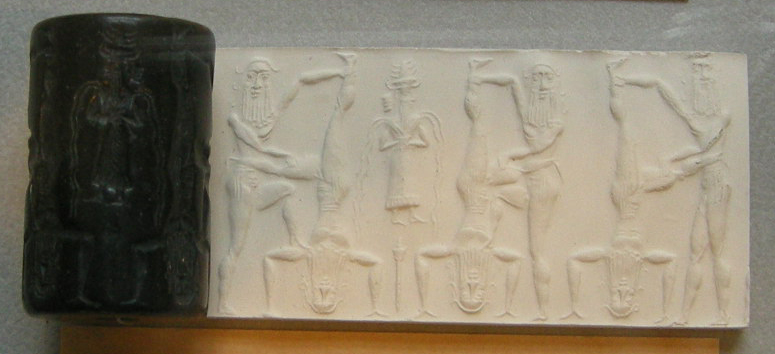
라흐무와 함께 있는 에아를 묘사하는 원통 인장.

## 숭배
엔키의 주 신전은 에압주(E-abzu)라 불렸으며, 이는 "압주의 신전"을 의미한다 (또한 E-en-gur-a, "지하수의 집"이라고도 불렸다). 이 지구라트 신전은 고대 페르시아만 해안 근처의 유프라테스강 습지대에 있는 에리두에 위치했다. 이는 남부 이라크에 세워진 최초의 사찰로 알려져 있다. 에리두 유적지에서 이루어진 네 번의 개별 발굴은 6,500여 년 전의 가장 초기 우바이드 시대부터 존재했던 신전의 흔적을 보여주었다. 그 후 4,500년 동안 이 신전은 18번 확장되었으며, 페르시아 시대에 버려졌다. 이를 바탕으로 토르킬드 야콥센은 이 신전의 원래 신은 압주였으며, 시간이 지나면서 그의 속성이 엔키에게 계승되었다는 가설을 세웠다. P. 슈타인켈러는 가장 초기 시대에 엔키가 여신 (아마도 닌후르사그)에게 종속적인 위치에 있었으며, 신성한 배우자나 고위 사제의 역할을 맡았지만, 나중에 우선권을 갖게 되었다고 믿는다. 엔키 신전 입구에는 담수 연못이 있었고, 발굴 결과 수많은 잉어 뼈가 발견되었는데, 이는 집단 잔치를 시사한다. 잉어는 후기 신 엔키에게 흘러 들어가는 쌍둥이 물줄기에서도 나타나며, 이는 이러한 특징이 매우 오랜 기간 동안 지속되었음을 시사한다. 이러한 특징은 모든 후속 수메르 신전에서 발견되었으며, 이는 이 신전이 모든 후속 수메르 신전의 패턴을 확립했음을 시사한다. "에리두에서 정해진 모든 규칙은 충실히 준수되었다."

## 신화

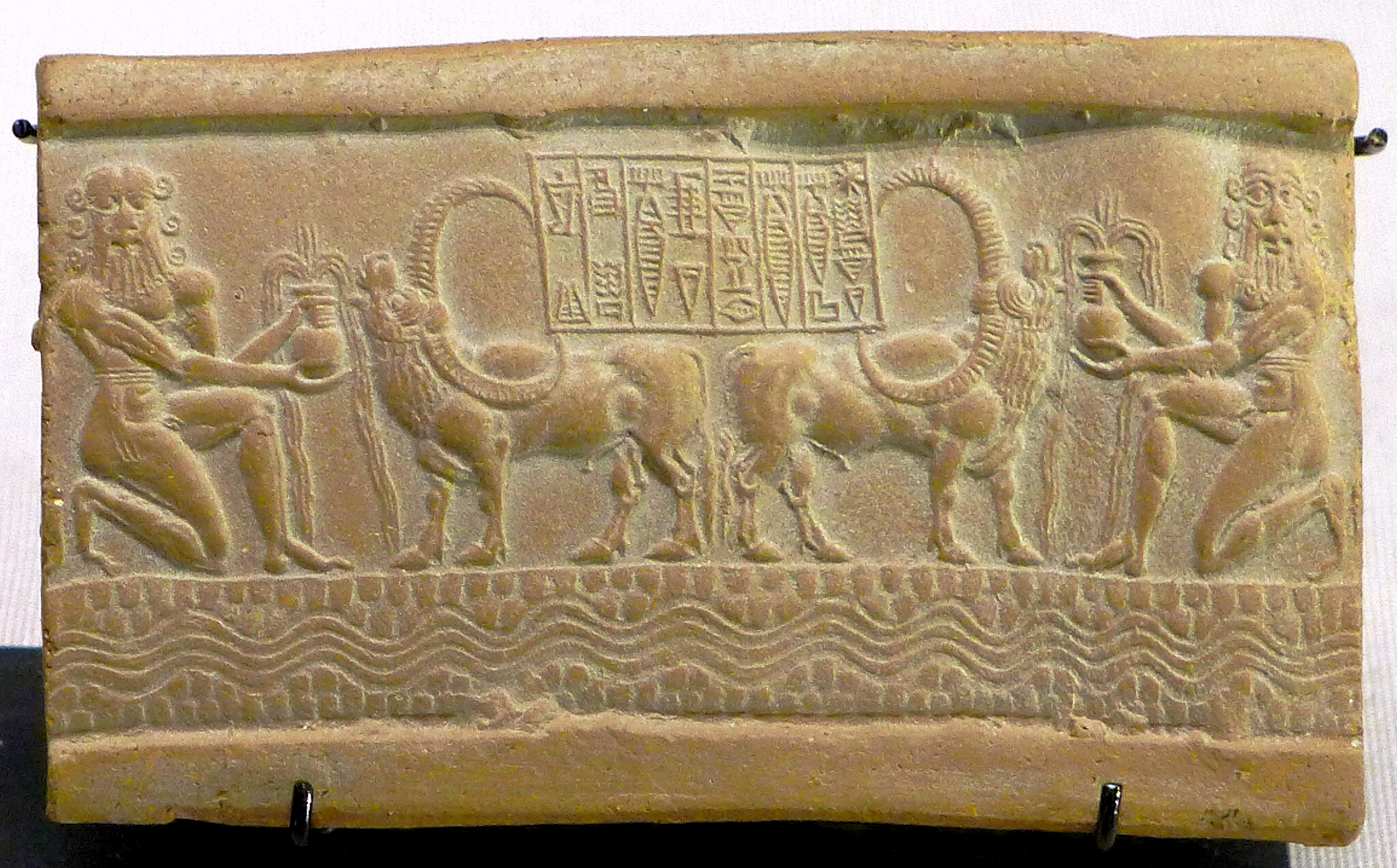
아카드 왕 샤르칼리샤리 시대 (기원전 2200년경)의 원통 인장으로, 중앙 비문: "아카드의 왕자 샤르칼리샤리 신, 서기관 입니-샤룸 그의 종". 긴 뿔을 가진 물소와 함께 있는 에아의 묘사. 기원전 2217–2193년경. 루브르 박물관.

### 생명과 질병의 창조
수메르에서 흔한 우주생성 신화는 히에로스 가모스였다. 이는 신성한 원리들이 이원적 대립쌍의 형태로 남성과 여성으로 결합하여 우주를 탄생시키는 신성한 혼인이었다. 서사시 "엔키와 닌후르사그"에서 엔키는 담수(아브)의 주인으로서 아내와 함께 딜문의 낙원에 살고 있었는데, 그곳은 다음과 같았다.
딜문 땅은 순수한 곳, 딜문 땅은 깨끗한 곳,

딜문 땅은 깨끗한 곳, 딜문 땅은 밝은 곳;

홀로 있는 자 딜문에 누웠으니,

엔키가 깨끗케 한 곳, 그곳은 밝으니라.

"까마귀가 울지 않고" "사자가 죽이지 않고, 늑대가 어린 양을 채가지 않고, 어린 염소를 죽이는 개도, 곡식을 먹는 멧돼지도 알려지지 않은" 곳임에도 불구하고, 딜문에는 물이 없었고 엔키는 여신 닌시키리의 울음소리를 듣고 태양신 우투에게 딜문을 위해 땅에서 담수를 가져오라고 명령한다. 그 결과,
그 도시가 풍요의 물을 마시니,

딜문이 풍요의 물을 마시니,

그 쓴 물 우물들이, 보라, 좋은 물 우물이 되었으니,

그 밭과 농장이 작물과 곡식을 생산하니,

그 도시가, 보라, 땅의 둑과 부두의 집이 되었으니라.

딜문은 아랍어로 "두 바다"를 의미하는 바레인과 동일시되었는데, 그곳에서 아라비아 대수층의 담수가 페르시아만의 짠물과 섞인다. 이러한 물의 혼합은 수메르어로 남무로 알려져 있었고, 엔키의 어머니로 식별되었다.
금단의 열매에 대한 성경 이야기와 유사한 후속 이야기는 담수가 어떻게 불모의 땅에 생명을 가져다주는지 반복한다. 물의 주인 엔키는 "심장의 물"을 흐르게 하여 배우자인 닌후르사그 (또는 키, 즉 대지)를 수정시킨다. "아홉 날이 그녀의 아홉 달, '여성'의 달이 되자... 좋은 버터처럼, 땅의 어머니 닌투는... 좋은 버터처럼, 닌사르 (초록의 여인)를 낳았다." 닌후르사그가 그를 떠났을 때, 물의 주인인 그는 닌사르 (초록의 여인)를 만나게 된다. 그녀가 자신의 딸인 것을 모르고, 그녀가 떠나간 배우자를 떠올리게 하므로, 엔키는 그녀를 유혹하여 성교한다. 닌사르는 닌쿠라 (풍요의 여인 또는 목초의 여인)를 낳고 엔키를 다시 혼자 남겨둔다. 두 번째로, 엔키는 외로움 속에서 닌쿠라를 찾아 유혹하고, 그들의 결합에서 닌쿠라는 웃투 (베짜는 여인 또는 거미, 생명의 거미줄을 짜는 자)를 낳는다.
세 번째로 엔키는 유혹에 굴복하여 웃투를 유혹하려 한다. 엔키의 평판에 화가 난 웃투는 닌후르사그에게 조언을 구하고, 배우자의 문란한 성격에 화가 난 닌후르사그는 웃투에게 강둑, 즉 엔키의 집인 홍수 피해를 입기 쉬운 곳을 피하라고 조언한다. 이 신화의 또 다른 버전에서 닌후르사그는 웃투의 자궁에서 엔키의 정액을 가져와 땅에 심고, 그곳에서 여덟 식물이 빠르게 싹을 틔운다. 그의 두 얼굴을 가진 하인이자 청지기 이시무드와 함께, "엔키는 늪지대에서, 늪지대에 뻗어 누워, '이것이 무엇인가 (식물), 이것이 무엇인가 (식물)'라고 말한다. 그의 사자 이시무드가 그에게 대답한다. '나의 왕이여, 이것은 나무 식물입니다'라고 그는 말한다. 그가 그를 위해 그것을 자르고 그 (엔키)는 그것을 먹는다." 그래서 경고에도 불구하고 엔키는 나머지 일곱 과일을 먹는다. 자신의 정액을 섭취한 그는 턱, 이빨, 입, 엉덩이, 목, 팔다리, 옆구리, 갈비뼈에 부기(질병)를 겪으며 임신하게 된다. 신들은 무엇을 해야 할지 몰라 당황하며 "먼지 속에 앉아" 있다. 엔키는 출산할 산도가 없기 때문에 부기와 함께 죽어가는 것처럼 보인다. 여우는 엔릴, 신들의 왕에게 묻는다. "만약 제가 닌후르사그를 폐하께 데려온다면, 제 보상은 무엇입니까?" 닌후르사그의 신성한 여우가 여신을 데려온다.
닌후르사그는 마음을 풀고 엔키의 아브(물 또는 정액)를 자신의 몸으로 받아들여, 몸의 각 부분의 치유 신들을 낳는다. 턱을 위한 아부, 목을 위한 난셰, 엉덩이를 위한 닌툴, 이빨을 위한 닌수투, 입을 위한 닌카시, 옆구리를 위한 다지무아, 팔다리를 위한 엔샤가그이다. 마지막으로 닌티 (갈비의 여인)는 닌후르사그 자신의 칭호이기도 한 '생명의 여인'에 대한 말장난이다. 이 이야기는 물을 땅에 더하여 생명이 어떻게 생겨나고, 일단 자라면 식물을 열매 맺게 하는 데 물이 필요한 방식을 상징적으로 반영한다. 또한 절제 없는 행동에 대한 균형과 책임감을 조언한다.
닌후르사그의 칭호인 닌티는 또한 "모든 살아있는 것의 어머니"를 의미하며, 나중에 후르리인 여신 케바에게 주어진 칭호였다. 이는 또한 성경에서 아담의 갈비뼈에서 만들어진 하와 (히브리어 및 아람어 Ḥawwah (חוה))에게 주어진 칭호이기도 한데, 이는 수메르 신화의 이상한 반영으로, 아담이 아니라 엔키가 낙원의 동산을 걷는다.

### 인간 창조
바빌로니아 에누마 엘리시에서 여섯 세대에 걸친 신들 이후, 일곱 번째 세대(아카드어 "샤파투" 또는 안식일)에서 이기기 신들, 즉 엔릴과 닌릴의 아들딸들은 파업을 벌이고 창조를 유지하는 임무를 거부한다. 담수의 신 압주는 그의 물로 세상을 파괴하겠다고 위협하고, 신들은 공포에 질려 모인다. 엔키는 돕겠다고 약속하고 압주를 잠재워 그를 관개수로에 가두고 자신의 도시 에리두 아래인 쿠르에 배치한다. 그러나 우주는 여전히 위협받고 있다. 티아마트는 압주의 감금에 화가 나고 아들인 시종 킨구의 선동으로 직접 창조를 되찾으려 한다. 신들은 다시 공포에 질려 엔키에게 도움을 청하지만, 티아마트의 배우자인 압주를 관개에 이용했던 엔키는 개입을 거부한다. 신들은 다른 곳에서 도움을 구하고, 그들의 아버지인 가부장적 엔릴, 니푸르의 신은 그를 신들의 왕으로 만들면 문제를 해결하겠다고 약속한다. 바빌로니아 이야기에서는 엔릴의 역할이 엔키의 아들인 마르두크로 대체되고, 아시리아 버전에서는 아슈르로 대체된다. 티아마트의 목구멍에 "바람의 화살"을 꽂아 그녀를 처치하고 갈비뼈의 아치로 하늘을 건설한 후, 엔릴은 그녀의 꼬리를 하늘에 은하수로 배치하고, 그녀의 우는 눈은 티그리스강과 유프라테스강의 근원이 된다. 그러나 "누가 우주를 계속 작동시킬 것인가"라는 문제가 여전히 남아 있다. 어쩌면 그들을 도왔을지도 모르는 엔키는 깊은 잠에 빠져 그들의 울음소리를 듣지 못한다. 그의 어머니 남무 (압주와 티아마트의 창조자이기도 하다)는 "신들의 눈물"을 엔키 앞에 가져와 말한다.
오 나의 아들아, 네 침대에서, 네 (잠에서) 일어나, 현명한 것을 행하라,

신들을 위한 종들을 만들라, 그들이 그들의 (빵을?) 생산하게 하라.

엔키는 그러면 점토와 피로 신들의 종인 인간을 만들라고 조언한다. 엔키의 바람과는 달리, 신들은 킨구를 살해하기로 결정하고, 엔키는 마침내 킨구의 피로 첫 번째 인간을 만드는 데 동의한다. 엔키는 항상 첫 번째 인간과 친밀한 관계를 유지하는데, 이 첫 번째 인간은 7명의 현자, 즉 7명의 지혜로운 사람 또는 "압갈루" (압 = 물, 갈 = 위대한, 루 = 사람) 중 첫 번째이자 아다파로도 알려져 있다. 엔키는 자신을 도울 신들의 팀을 모아 "선하고 고귀한 조각가들"을 여럿 창조한다. 그는 그의 어머니에게 말한다.
오 나의 어머니, 네가 이름을 언급한 피조물이 존재하니,

그 위에 신들의 (뜻을?) 묶으라;

심연 위에 있는 점토의 심장을 섞으라,

선하고 고귀한 조각가들이 점토를 두껍게 할 것이니

너는 팔다리를 존재하게 하라;

닌마흐 (닌후르사그, 그의 아내이자 배우자)가 너 위에서 일할 것이니

(닌투?) (출산의 여신)가 네 조각 옆에 설 것이니;

오 나의 어머니, 그것의 (갓 태어난 것의) 운명을 정하라.

처음 만들어진 인간인 아다파는 나중에 에리두의 왕의 조언자 역할을 하게 된다. 수메르 왕 목록에서는 "왕권의 메가 에리두에 내려온다"고 기록되어 있다.
새뮤얼 노아 크레이머는 엔키가 압주를 가둔 이 신화 뒤에는 엔키와 용 쿠르(저승) 사이의 투쟁에 대한 더 오래된 신화가 숨어 있다고 믿는다.
아트라하시스 서사시는 엔릴이 남무에게 인간 창조를 요청했다고 전한다. 그리고 남무는 엔키(자신의 아들)의 도움으로 신의 형상대로 인간을 창조할 수 있다고 엔릴에게 말했다.

### 언어의 통일
엔메르카르와 아라타의 주인이라는 수메르 서사시에서, 엔메르카르의 연설에 서론 주문이 나타나는데, 엔키가 인류가 한 가지 언어로 소통하게 했다는 이야기가 담겨 있다(제이 크리소스토모 2019에 따름). 다른 기록들에서는 엔키에게 그렇게 해달라고 간청하는 찬가이다.
어느 쪽이든, 엔키는 "세상이 하나의 언어를 말하게 함으로써 [두 왕] 사이의 논쟁을 촉진"했는데, 이는 태블릿의 우월한 언어, 즉 수메르어를 의미하는 것으로 추정된다.
제이 크리소스토모의 2019년 번역은 C. 미터마이어의 최근 연구를 바탕으로 다음과 같다.
그때에는 뱀도, 전갈도 없었고,

하이에나도, 사자도 없었으며,

개나 늑대도 없었고, 두려움이나 떨림도 없었다.

—인간에게는 경쟁자가 없었다.

그때 수부르와 하마지 땅,

뚜렷한 혀를 가진 수메르, 위대한 산, 고귀함의 본질,

적합한 것을 소유한 아카드 땅,

그리고 안전하게 누워있는 아모리인 땅

—하늘과 땅의 총체, 잘 보호된 백성, [모두] 하나의 언어로 엔릴을 선포하였다.

풍요와 진실한 말의 주인 엔키,

지혜로 선택되어 땅을 돌보는 주인,

모든 신들의 전문가, 지혜로 선택된 자,

에리두의 주인, [엔키]가 그들의 입에 언어의 변화를 두었다.

인류의 말은 하나이다.

S.N. 크레이머의 1940년 번역은 다음과 같다.
옛날옛적에 뱀도, 전갈도 없었네,

하이에나도, 사자도 없었네,

들개도, 늑대도 없었네,

두려움도, 공포도 없었네,

인간은 경쟁자가 없었네.

그 시절, 수부르 (와) 하마지 땅,

조화로운 혀의 수메르, 왕자들의 칙령이 담긴 위대한 땅,

모든 적절한 것을 가진 우리,

안전하게 쉬는 아모리인 땅,

온 우주, 한마음 된 백성이

하나의 혀로 엔릴에게 [말했네].

(그때) 풍요의 주인 (그의) 명령이 믿을 만한 엔키,

땅을 이해하는 지혜의 주인,

신들의 지도자,

지혜를 부여받은 에리두의 주인은

그들의 입에 말을 바꾸어 [논쟁을] 들여놓았네,

(그때까지) 하나였던 인간의 말에.

### 대홍수
대홍수 신화의 수메르어 버전에서 홍수의 원인과 영웅이 살아남은 이유는 이야기를 묘사하는 태블릿의 시작 부분이 파괴되었기 때문에 알려져 있지 않다. 그럼에도 불구하고, 크레이머는 영웅 지우수드라가 엔키의 도움으로 살아남았다고 합리적으로 추론할 수 있다고 언급했는데, 이는 나중에 아카드어와 바빌로니아어 버전의 이야기에서도 마찬가지이기 때문이다.:97–99
후대의 아트라하시스 전설에 따르면, 엔릴, 신들의 왕은 인간의 소음이 자신의 휴식을 방해하자 인간을 제거하기로 결심한다. 그는 차례로 가뭄, 기근, 역병을 보내 인간을 제거하려 하지만, 엔키는 아트라하시스에게 이러한 위협에 대처하는 방법을 가르쳐 그의 이복형제의 계획을 좌절시킨다. 매번 아트라하시스는 주민들에게 재앙을 일으킨 신을 제외한 모든 신들의 숭배를 포기하라고 요구하고, 이는 신들이 마지못해 양보하게 만드는 것 같다. 그러나 인간은 네 번째로 번성한다. 격분한 엔릴은 신들의 회의를 소집하고, 인간을 완전히 전멸시키려는 계획을 인간에게 알리지 않겠다고 약속하게 한다. 엔키는 아트라하시스에게 직접 말하지 않고, 갈대 벽을 통해 비밀리에 그에게 말한다. 그는 아트라하시스에게 다가올 홍수에서 그의 가족과 다른 생명체들을 구하기 위해 배를 만들라고 지시한다. 7일간의 홍수 이후, 홍수 영웅은 제비, 까마귀, 비둘기를 풀어 홍수가 물러갔는지 확인하려 한다. 착륙 후, 신들에게 희생이 바쳐진다. 엔릴은 자신의 뜻이 다시 좌절된 것에 화가 나고, 엔키가 범인으로 지목된다. 엔키는 엔릴이 무고한 자를 처벌하는 것은 불공평하다고 설명하고, 신들은 미래에 인류가 너무 많아지지 않도록 조치를 취한다. 이것은 현존하는 중동 대홍수 신화 중 가장 오래된 것 중 하나이다.

### 엔키와 이슈타르
엔키와 이슈타르 신화는 우루크의 에안나 신전의 어린 여신이 아버지 엔키와 함께 잔치를 벌이는 이야기를 전한다. 두 신은 술 마시기 시합을 벌이고, 잔뜩 취한 엔키는 메를 모두 이슈타르에게 준다. 다음날 아침, 엔키가 숙취로 깨어나 하인 이시무드에게 메를 달라고 하자, 이슈타르에게 주었다는 말을 듣는다. 화가 난 그는 갈라를 보내 메를 되찾아 오라고 명령한다. 이슈타르는 하늘의 배를 타고 순조롭게 우루크의 부두로 돌아온다. 결국 엔키는 패배를 인정하고 우루크와 평화 조약을 맺는다.
정치적으로 이 신화는 엔키의 도시 에리두에서 이슈타르의 도시 우루크로 정치적 권위가 이동했던 초기 시기의 사건을 나타내는 것으로 보인다.
이슈타르의 지하세계 하강 신화에서 이슈타르는 남편 구갈라나(길가메시와 엔키두에게 살해당함)의 죽음을 슬퍼하는 언니 에레쉬키갈을 위로하기 위해 언니를 방문하러 간다. 이슈타르는 하인 닌슈부르('밤의 여인', 저녁별로서의 이슈타르 역할을 언급)에게 사흘 안에 돌아오지 않으면 아누, 엔릴, 또는 엔키에게 도움을 요청하라고 말한다. 이슈타르가 돌아오지 않자 닌슈부르는 아누에게 다가가지만, 아누는 여신의 힘과 스스로를 돌볼 능력을 안다고 말한다. 엔릴은 닌슈부르에게 자신은 우주를 운영하느라 바쁘다고 말하지만, 엔키는 즉시 걱정을 표하며 자신의 갈라(갈라투라 또는 쿠르가라, 신의 손톱 아래 흙으로 만들어진 무성 생물)를 보내 어린 여신을 회수한다.
이러한 존재들은 초기 종교 의식에서 중요한 역할을 했던, 제3의 성을 가진 양성 존재인 그리스-로마의 갈루스의 기원일 수 있다.
이슈타르와 슈칼레투다 이야기에서, 엔키가 창조한 대추야자나무를 돌보도록 임명된 정원사 슈칼레투다는 대추야자나무 아래에서 잠든 이슈타르를 발견하고 잠든 여신을 강간한다. 잠에서 깨어난 그녀는 자신이 침해당했음을 깨닫고 범죄자를 처벌하려 한다. 슈칼레투다는 엔키에게 보호를 요청하는데, 보테로(Bottéro)는 그가 자신의 아버지라고 믿는다. 전형적인 엔키 방식대로, 아버지는 슈칼레투다에게 이슈타르가 그를 찾을 수 없는 도시에 숨으라고 조언한다. 엔키는 자신에게 도움을 구하는 자를 보호하고 이슈타르에게 힘을 실어주는 자로서, 여기서는 젊고 충동적인 여신에게 분노를 통제하여 위대한 재판관으로서 더 잘 기능할 수 있도록 도전한다.
결국, 그녀는 분노를 식힌 후, "신들의 회의"인 이기기(Igigi)와 아눈나키(Anunnaki)의 대변인으로서 엔키에게도 도움을 구한다. 그녀가 자신의 사건을 제시하자 엔키는 정의가 이루어져야 한다는 것을 깨닫고 도움을 약속하며, 범죄자가 어디에 숨어 있는지에 대한 지식을 제공한다.

## 영향

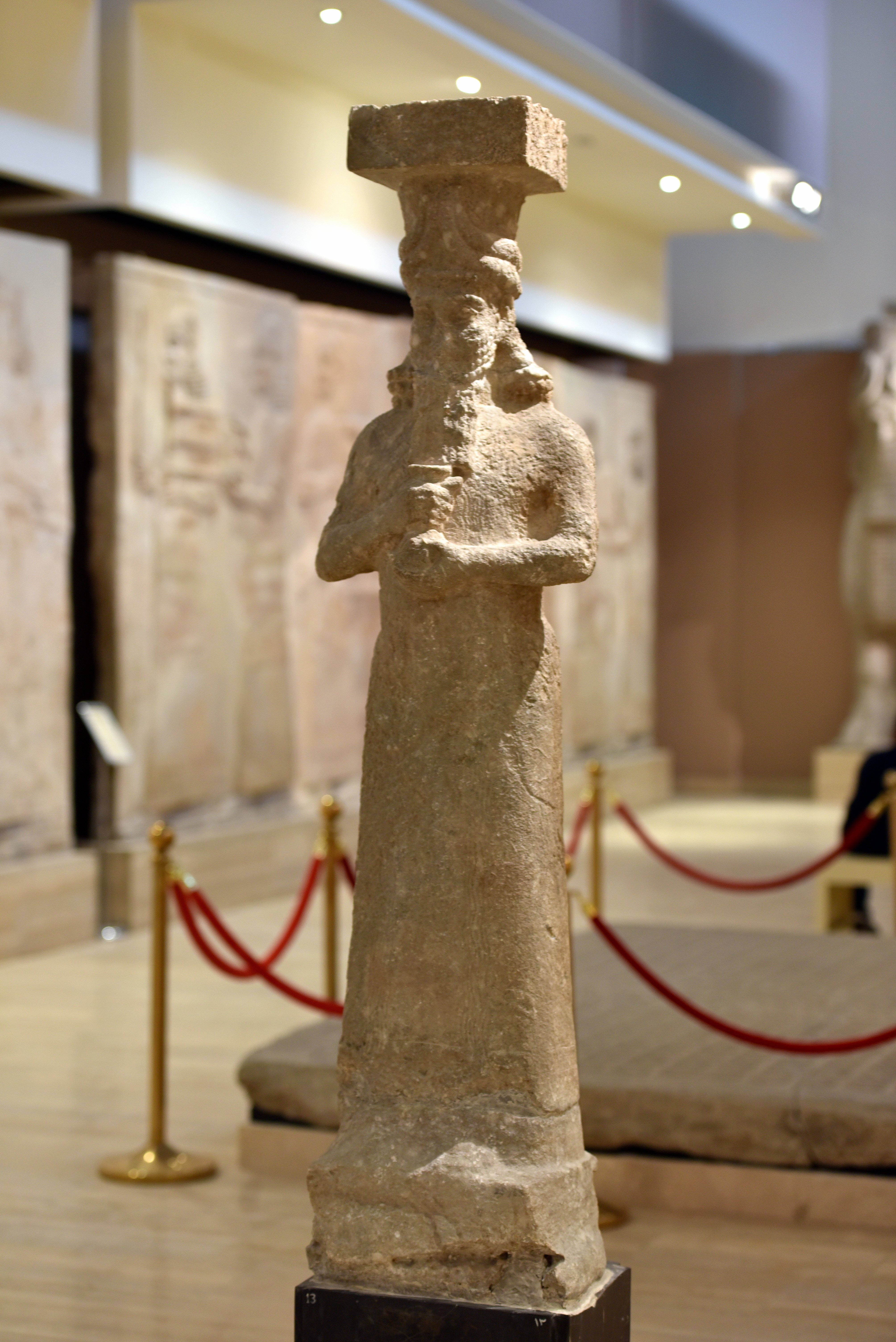
에아 신, 코르사바드에서 출토된 조각상, 기원전 8세기 후반, 이라크, 현재는 이라크 박물관 소장

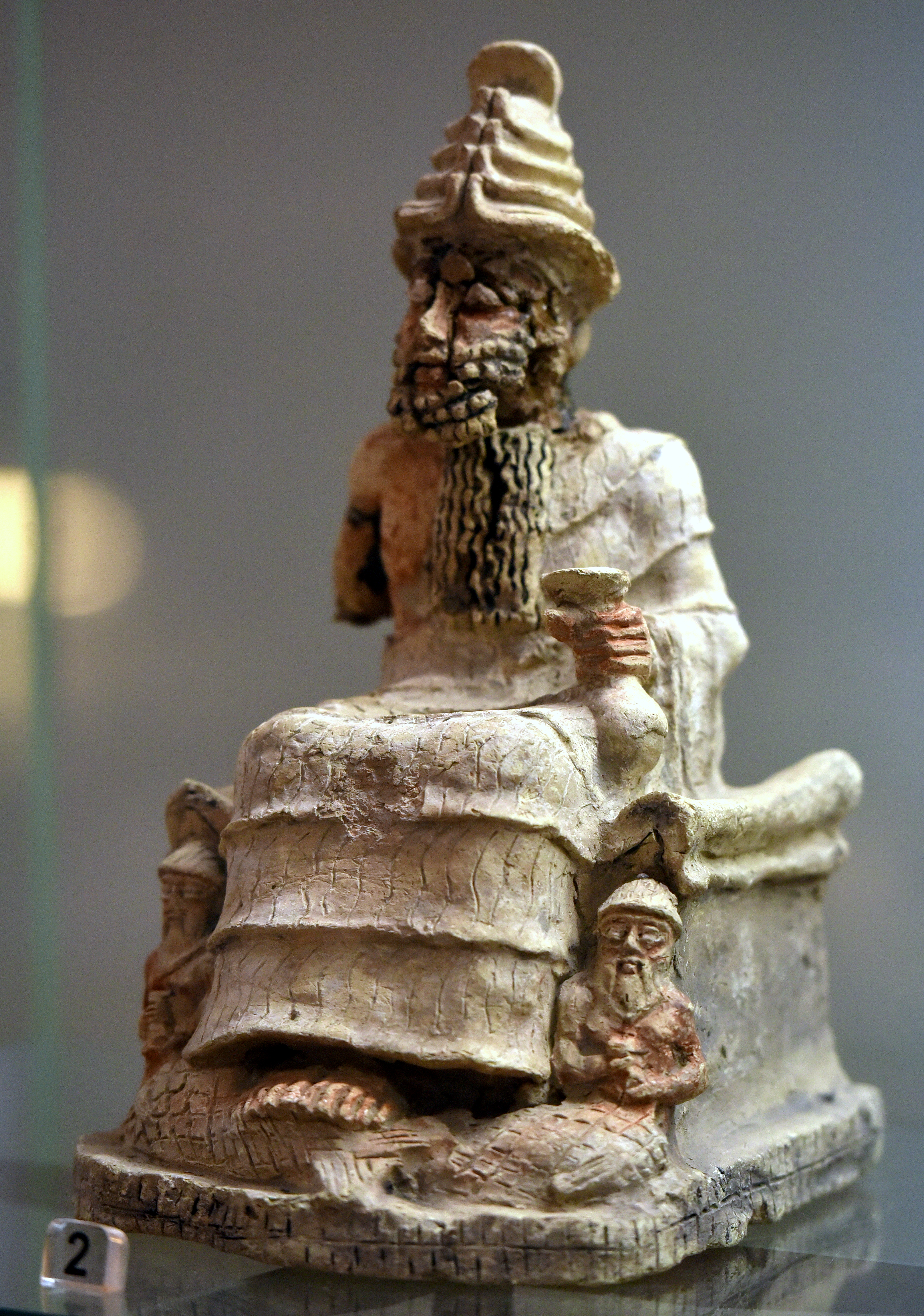
잔을 들고 앉아 있는 에아 신. 이라크 남부 나시리야 출토, 기원전 2004-1595년. 이라크 박물관.

엔키, 그리고 나중의 에아는 때때로 물고기 가죽으로 덮인 사람으로 묘사되었으며, 이러한 묘사는 그의 신전 이름인 에압수(E-apsu), 즉 "깊은 물의 집"과 마찬가지로 그가 물의 신으로서의 본래 성격을 분명히 보여준다(참조: 오안네스). 발굴된 18개의 사당 주변에서는 수천 개의 잉어 뼈가 발견되었는데, 이는 아마도 신에게 바치는 잔치에서 소비되었을 것으로 보인다. 메소포타미아 역사상 가장 오래된 시기로 거슬러 올라가는 에리두에서의 그의 숭배에 대해서는 그의 신전이 닌후르사그의 신전과도 관련이 있었으며, 이 신전은 에사길라("높은 머리의 집"; E, 집; 사그, 머리; 일라, 높음; 또는 아카드 여신 = 일라)라고 불렸고, 바빌론의 마르두크 신전과 같은 이름을 공유하며, 계단식 탑 또는 지구라트 (니푸르의 엔릴 신전이 에쿠르(쿠르, 언덕)로 알려졌던 것처럼)를 가리킨다는 것 외에는 확실히 알려진 바가 없다. 또한 신성한 요소로서 물이 중요한 역할을 하는 의례를 포함하는 주문이 그의 숭배의 특징이었다. 이것은 히에로스 가모스 또는 엔키와 닌후르사그의 신성한 혼인의 서사시에서도 암시되는 것으로 보인다. 이 서사시는 관개수(수메르어 아, 압, 물 또는 정액에서 유래)가 들어오면서 마른 땅이 비옥해지는 것에 대한 원인학적 신화로 보인다. 우루카기나의 초기 비문은 실제로 신성한 쌍인 엔키와 닌키가 에리두의 신으로서의 엔키, 니푸르의 엔릴, 우르의 수엔(또는 신)을 포함한 7쌍의 신들의 조상이며, 그들 자신은 안(하늘)과 키(땅)의 자녀였다는 점을 시사하기까지 한다. 그의 신전 앞에 있는 압주의 연못은 우르의 달 신 난나(아카드어 신)의 신전에서도 채택되었고, 그곳에서 중동 전역으로 퍼졌다. 오늘날에는 모스크의 신성한 연못이나 가톨릭 또는 동방 정교회 교회의 성수대와 같은 형태로 남아 있다고 믿어진다.
에리두가 한때 수메르의 정치 문제에서 중요한 역할을 했는지는 확실하지 않지만, 불가능하지는 않다. 어쨌든 "에아"의 중요성은 니푸르의 경우처럼 에리두가 정치 중심지로서의 중요성을 상실한 지 오래된 후에도 성스러운 도시로 존속하는 결과를 낳았다. 에아가 중요한 인물로 등장하는 신화들은 아슈르바니팔의 도서관과 히타이트 아나톨리아의 하투샤 아카이브에서 발견되었다. 에아는 수메르 외부에서도 광범위한 영향력을 가졌으며, 우가리트에서는 엘과 동일시되었고, 에블라에서는 야와 동일시되었을 가능성이 있다(가나안 종교의 엘로힘 판테온에서). 그는 또한 후르리인과 히타이트 신화에서도 계약의 신으로 나타나며, 특히 인류에게 호의적이다. 어원적으로 에아라는 이름은 *hyy(생명)에서 유래했으며, 엔키의 물이 생명을 주는 것을 의미한다는 제안이 있다. 엔키/에아는 본질적으로 문명, 지혜, 문화의 신이다. 그는 또한 인간과 일반적으로 세계의 창조자이자 보호자였다. 에아의 이러한 버전의 흔적은 이 신의 업적과 에리두의 에아 숭배와 마르두크 숭배 사이의 밀접한 연관성을 찬양하는 마르두크 서사시에서 나타난다. 이 둘 사이의 상관관계는 다른 두 가지 중요한 연관성에서 비롯된다: (1) 바빌론의 마르두크 성역 이름이 에리두의 신전 이름인 에사길라와 같다는 점, (2) 마르두크가 일반적으로 아버지의 자발적인 양위를 통해 권능을 얻은 에아의 아들로 불린다는 점이다. 따라서 원래 에아 숭배를 위해 작곡된 주문들은 바빌론의 사제들에 의해 재편집되어 마르두크 숭배에 맞춰졌으며, 마찬가지로 마르두크에 대한 찬가들 역시 원래 에아에게 속했던 속성이 마르두크에게 이전된 흔적을 보여준다.
그러나 에아는 (아누와 엔릴을 포함하는) 삼위일체의 세 번째 인물로서 판테온에서 영구적인 위치를 차지한다. 그에게는 물의 요소에 대한 통제가 부여되었고, 이러한 능력으로 그는 압수(샤르 압수)의 왕, 즉 "심연"의 왕이 된다. 압수는 땅 아래의 물의 심연으로 그려졌고, 아랄루로 알려진 죽은 자들의 모이는 장소가 압수의 경계 근처에 위치했기 때문에, 그는 또한 엔 -키, 즉 "아래에 있는 것의 주인"으로 불렸는데, 이는 "위" 또는 천상의 주인인 아누와 대조된다. 에아의 숭배는 바빌로니아와 아시리아 전역에 퍼져 있었다. 우리는 그의 명예를 위해 세워진 신전과 사당들을 발견할 수 있다. 예를 들어, 니푸르, 기르수, 우르, 바빌론, 시파르, 니네베 등이 있으며, 그에게 주어진 수많은 별명들과 신이 나타나는 다양한 형태들은 바빌로니아-아시리아 역사의 가장 초기부터 가장 후기까지 그가 누렸던 인기를 증명한다. 에아의 배우자이자 닌후르사그, 키, 우리아쉬 담키나("아래에 있는 것의 여인"), 또는 담갈눈나("물의 큰 여인")로 알려진 그녀는 원래 에아와 완전히 동등했지만, 더 부권제적인 아시리아 및 신바빌로니아 제국 시대에는 단순히 그녀의 주인과 관련하여 역할만 한다. 그러나 일반적으로 엔키는 성별 간의 관계가 더 큰 성평등으로 특징지어졌던 전 가부장제 시대를 반영하는 것으로 보인다. 그의 성격상 그는 갈등을 피하려 하며, 가능하다면 설득을 선호한다.

## 에아와 서셈족 신들
1964년, 로마 라 사피엔차 대학교의 파올로 마티아이가 이끄는 이탈리아 고고학 팀은 기원전 3천년기 도시 에블라에서 일련의 유물 발굴을 수행했다. 이 발굴에서 발견된 많은 문자 자료는 나중에 조반니 페티나토에 의해 번역되었다. 다른 결론들 중에서 그는 사르곤 시대 이후 에블라 주민들 사이에 가나안 판테온의 신들의 왕인 엘의 이름(미카엘, 이스마엘과 같은 이름에서 발견됨)을 이아(미카이아, 이스마이아)로 대체하려는 경향이 있음을 발견했다.
장 보테로 (1952)와 다른 학자들은 이 경우 이아가 아카드어 이름 에아를 발음하는 서셈족(가나안) 방식이라고 제안했다. 학자들은 이 이아를 이스라엘의 신명 야훼와 동일시하는 이론을 대부분 거부하지만, 어떻게 오해되었을 수 있는지 설명한다. 이아는 또한 윌리엄 할로에 의해 우가리트 신 얌("바다")(판관 나하르 또는 판관 강으로도 불림)과 비교되었는데, 적어도 한 고대 자료에서 그의 이전 이름은 야우 또는 야아였다.
에아는 또한 다곤과 우안나(그리스어로 오안네스)로도 알려졌는데, 그는 일곱 현자 중 첫 번째였다.

## 같이 보기
- 고대 근동
- 아자젤
- 바르바르 사원, 바레인에 있는 딜문 시대의 엔키 숭배 전용 사원
- 마갈궁
- 염소자리
- 보병궁
- 아아흐
- 야 (기독교)
- 메 (신화)
- 메소포타미아 신화
- 아후라 마즈다
- 엘 (신)

### 내용주
1. ↑  더 큰 서사에서 엔메르카르는 우루크(수메르)의 왕이고 아라타는 신화적인 동방의 땅이다. 이 에피소드는 아시리아학 문헌에서 가장 많이 논의되는 것 중 하나이다.[115][116][117]
2. ↑  또 다른 번역은 '여러 언어를 사용하는 하마지'를 묘사하며, 대신 엔키에게 인류의 언어를 하나로 바꾸어 달라고 요청한다.[118]

### 인용
1. ↑  Galter 1983, 52-103쪽.
2. 1 2  “The Adda Seal”. 《British Museum》.
3. 1 2  Wiggermann 1997, 226쪽.
4. ↑  Wiggermann 1998, 138쪽.
5. ↑  Katz 2008, 322쪽.
6. ↑  Zgoll 1998, 352쪽.
7. ↑  Asher-Greve & Goodnick Westenholz 2013, 168쪽.
8. ↑  Lambert 2013, 405쪽.
9. ↑  Krebernik 1997, 507쪽.
10. ↑  Shwemer 2008, 133쪽.
11. 1 2 3  Black & Green 1992, 75쪽.
12. 1 2  Duke, T. T. (1971). 《Ovid's Pyramus and Thisbe》. 《The Classical Journal》 66 (Classical Association of the Middle West and South (CAMWS)). 320–327쪽. ISSN 0009-8353. JSTOR 3296569. p. 324, note 27.
13. ↑  Langdon, S. (1918). 《The Babylonian Conception of the Logos》. 《The Journal of the Royal Asiatic Society of Great Britain and Ireland》 (Cambridge University Press). 433–449 [434]쪽. ISSN 0009-8353. JSTOR 25209408.
14. ↑  Origins of the ancient constellations: I. The Mesopotamian traditions by J.H. Rogers
15. ↑  Black & Green 1992, 145쪽.
16. ↑  Foster, Benjamin R. (2007). 〈4 Mesopotamia〉.   Hinnells, John R. 《A Handbook of Ancient Religions》. Cambridge University Press. 174쪽. ISBN 978-1-139-46198-6.
17. ↑  Black & Green 1992, 133쪽.
18. ↑  Nugent, Tony (1993년 1월 1일). 《Star-god: Enki/Ea and the biblical god as expressions of a common ancient Near Eastern astral-theological symbol system》. 《Religion – Dissertations》.
19. ↑  Horry, Ruth (2019). “Enki/Ea (god)”. 《Ancient Mesopotamian Gods and Goddesses》. Open Richly Annotated Cuneiform Corpus, UK Higher Education Academy. 2025년 5월 31일에 확인함.
20. ↑  Archi 2010, 15-17쪽.
21. 1 2  Galter 1983, 8쪽.
22. 1 2  Lambert 1989, 116쪽.
23. 1 2  Kramer 1960, 276쪽.
24. ↑  Galter 1983, 8-9쪽.
25. ↑  Jacobsen 1992, 415쪽.
26. 1 2  Jacobsen 1976, 111쪽.
27. ↑  Jacobsen 1970, 22쪽.
28. ↑  Espak 2010, 237쪽.
29. 1 2  Jacobsen 1976, 252쪽.
30. ↑  Lambert 2013, 414쪽.
31. ↑  Lambert 2013, 417쪽.
32. ↑  Espak 2006, 27쪽.
33. 1 2  Sollberger 1966, 141쪽.
34. ↑  Sollberger & Kupper 1971, 301쪽.
35. ↑  Lisman 2013, 128쪽.
36. ↑  Espak 2006, 28쪽.
37. ↑  Galter 1983, 3쪽.
38. ↑  Roberts 1972, 20-21쪽.
39. ↑  Archi 2010, 15쪽.
40. ↑  Espak 2010, 163쪽.
41. ↑  Civil 1983, 44쪽.
42. ↑  Green 1975, 75쪽.
43. ↑  Weeden 2009, 98-103쪽.
44. ↑  Galter 1983, 13쪽.
45. 1 2 3  Espak 2010, 54쪽.
46. 1 2  Cavigneaux & Krebernik 1998a, 607쪽.
47. ↑  Espak 2006, 41쪽.
48. ↑  Roberts 1972, 80쪽.
49. 1 2  Galter 1998, 77쪽.
50. 1 2  Galter 1998, 78쪽.
51. 1 2 3  Galter 1983, 11쪽.
52. 1 2 3  Galter 1983, 12쪽.
53. ↑  Lambert & Millard 1969, 148-149쪽.
54. 1 2  Cavigneaux & Krebernik 1998b, 590쪽.
55. 1 2  Galter 1983, 10쪽.
56. ↑  Galter 1983, 10-51쪽.
57. 1 2  Galter 1983, 32쪽.
58. ↑  Lambert & Winters 2023, 29쪽.
59. ↑  Galter 1983, 51쪽.
60. ↑  Galter 1983, 37쪽.
61. ↑  Galter 1983, 34쪽.
62. 1 2  Galter 1983, 36쪽.
63. ↑  Galter 1983, 38쪽.
64. ↑  Galter 1983, 40쪽.
65. ↑  Lambert & Millard 1969, 149쪽.
66. ↑  Galter 1983, 15쪽.
67. ↑  Lambert & Winters 2023, 131쪽.
68. ↑  Galter 1983, 26쪽.
69. ↑  Espak 2010, 59쪽.
70. ↑  Espak 2010, 99쪽.
71. ↑  Galter 1983, 45쪽.
72. ↑  Lisman 2013, 131-132쪽.
73. ↑  Boivin 2018, 40쪽.
74. ↑  Asher-Greve & Goodnick Westenholz 2013, 289쪽.
75. ↑  Lambert 1997, 5쪽.
76. ↑  Boehmer 1965, 87쪽.
77. ↑  Espak 2010, 19 note 30쪽.
78. ↑  Galter 1983, 114쪽.
79. ↑  Seidl 1971, 486쪽.
80. ↑  Galter 1983, 115쪽.
81. ↑  Seidl 1971, 488-489쪽.
82. ↑  Galter 1983, 104쪽.
83. 1 2 3 4  Galter 1983, 106쪽.
84. ↑  Black & Green 1992, 169쪽.
85. ↑  Black & Green 1992, 93쪽.
86. ↑  Rogers 1998, 27-28쪽.
87. 1 2  Green 1997, 257쪽.
88. 1 2 3  Galter 1983, 105쪽.
89. ↑  Seidl 1971, 488쪽.
90. ↑  Black & Green 1992, 179쪽.
91. ↑  Lambert 1997, 6쪽.
92. ↑  Wiggermann 1981, 101-102쪽.
93. ↑  Galter 1983, 107쪽.
94. ↑  Black & Green 1992, 131쪽.
95. ↑  Kramer & Maier 1989, 119-121쪽.
96. ↑  Espak 2006, 77쪽.
97. ↑  Galter 1983, 112쪽.
98. ↑  Kramer & Maier 1989, 121-123쪽.
99. ↑  Kramer & Maier 1989, 123쪽.
100. ↑  Kramer & Maier 1989, 121쪽.
101. ↑  Green 1997, 249쪽.
102. ↑  Espak 2006, 80쪽.
103. ↑  Lisman 2013, 131쪽.
104. ↑  Galter 1983, 108쪽.
105. 1 2  Espak 2006.
106. ↑  Jacobsen, Thorkild (1970) "Mesopotamian Gods and Pantheons", p. 22
107. ↑  Steinkeller P. (1999) "Priests and Officials", p. 129
108. ↑  van Buren, E.D. (1951) OsNs 21, p. 293
109. ↑  “Cylinder Seal of Ibni-Sharrum”. 《Louvre Museum》.
110. ↑  “Site officiel du musée du Louvre”. 《cartelfr.louvre.fr》.
111. ↑  Brown, Brian A.; Feldman, Marian H. (2013). 《Critical Approaches to Ancient Near Eastern Art》. Walter de Gruyter. 187쪽. ISBN 978-1-61451-035-2.
112. ↑  “Enki and Ninhursaja”. Line 50–87. 2022년 11월 5일에 확인함.
113. 1 2 3  Kramer, Samuel Noah (1961). 《Sumerian Mythology: A Study of Spiritual and Literary Achievement in the Third Millennium B.C.》. New York: Harper & Brothers. ISBN 0-8122-1047-6.
114. ↑  Kramer 1963, 149–151쪽; Kramer 1961, 69–72쪽; Christopher B. Siren (1999) based on John C. Gibson's Canaanite Mythology and S. H. Hooke's Middle Eastern Mythology
115. ↑  Crisostomo, Translation as Scholarship: Language, Writing, and Bilingual Education in Ancient Babylonia (Berlin: Walter de Gruyter, 2019), 36–39. ISBN 978-1-5015-0981-0
116. ↑  Jacob Klein, "The So-called 'Spell of Nudimmud' (ELA 134–155): A Re-examination", in Simonetta Graziani, ed., Studi sul Vicino Oriente Antico dedicati alla memoria di Luigi Cagni (Naples: Instituto Universitario Orientale, 2000), 563–84
117. ↑  C. Mittermayer, Enmerkara und der Herr von Arata: ein ungleicher Wettstreit (Freiburg: Academic Press, 2009), 363.
118. ↑  “Enmerkar and the lord of Aratta: translation”. 《etcsl.orinst.ox.ac.uk》. 2020년 9월 20일에 확인함.
119. ↑  "Inanna: Lady of Love and War, Queen of Heaven and Earth, Morning and Evening Star", consulted 25 August 2007
120. 1 2  Wolkstein, Diane; Kramer, Samuel Noah (1983). 《Inanna: Queen of Heaven and Earth: Her Stories and Hymns from Sumer》. Harper & Row. ISBN 978-0-06-090854-6.
121. ↑  Echlin, Kim (2015). 《Inanna: A New English Version》. Penguin. 55쪽. ISBN 978-0-14-319458-3.
122. ↑  엔헤두안나; 미더, 베티 드 숑 (2000). 《이난나, 가장 넓은 마음의 여인: 수메르 고위 여사제 엔헤두안나의 시》. University of Texas Press. ISBN 978-0-292-75242-9.
123. ↑  Lishtar "The Avenging Maiden and the Predator Gardener: a study of Inanna and Shukaletuda"
124. 1 2  Bottéro 1992.
125. ↑  알폰소 아르키 (2012). 〈에블라의 신 하이(y)아 (에아 / 엔키)〉.   멜빌, 사라; 슬로츠키, 앨리스. 《태블릿 상자 열기: 벤자민 R. 포스터를 기리는 근동 연구》. 브릴. 15–16, 25쪽. ISBN 978-90-04-18652-1. 2014년 6월 19일에 확인함.
126. ↑  Freeman, Tzvi. "Is there evidence of Abraham's revolution? – The Big Picture". Chabad.org. Retrieved 2011-06-06.
127. ↑  Bottero, Jean. "Religion in Ancient Mesopotamia" (University of Chicago Press, 2004) ISBN 0-226-06718-1
128. ↑  Boboula, Ida. "The Great Stag: A Sumerian Deity and Its Affiliations", Fifty-Third General Meeting of the Archaeological Institute of America (1951) in American Journal of Archaeology, Vol. 56, No. 3 (Jul. 1952) 171–178, JSTOR 500533
129. ↑  Watson E. Mills; Roger Aubrey Bullard (1990). 《Mercer Dictionary of the Bible》. Mercer University Press. 226쪽. ISBN 9780865543737.
130. ↑  "Yahweh" in K. van der Toorn, Bob Becking, Pieter Willem van der Horst, Dictionary of Deities and Demons in the Bible (1999), ISBN 978-90-04-11119-6, p. 911: "his cult at Ebla is a chimera."
131. ↑  Hallo, William W. (April–June 1996). 《Review: Enki and the Theology of Eridu》. 《Journal of the American Oriental Society》 116. 231–34쪽. doi:10.2307/605698. JSTOR 605698.

### 참고 자료
- Horry, Ruth (2019), “Enki/Ea (god)”, 《Ancient Mesopotamian Gods and Goddesses》 (Open Richly Annotated Cuneiform Corpus, UK Higher Education Academy)
- Galter, Hannes D. (1983). 《Der Gott Ea/Enki in der akkadischen Überlieferung: eine Bestandsaufnahme des vorhandenen Materials》. Dissertationen der Universität Graz (독일어). Graz: dbv-Verl. für die Techn. Univ. ISBN 978-3-7041-9018-5.
- Kramer, Samuel Noah; Maier, John R. (1989). 《Myths of Enki, the Crafty God》. New York: Oxford University Press. ISBN 9781725282896.
- Green, Margaret W. (1975). 《Eridu in Sumerian literature》 (학위논문). University of Chicago.
- Archi, Alfonso (2010). 〈The god Hay(y)a (Ea/Enki) at Ebla〉.   Melville, Sarah C.; Slotsky, Alice L. 《Opening the Tablet Box : Near Eastern Studies in honor of Benjamin R. Foster》. Brill Academic Pub. ISBN 978-9004186521.
- Roberts, Jimmy J.M. (1972). 《The earliest semitic pantheon; a study of the Semitic deities attested in Mesopotamia before Ur III》. Baltimore: Johns Hopkins University Press. ISBN 9780801813887.
- Cavigneaux, Antoine; Krebernik, Manfred (1998a), “Nudimmud, Nadimmud”, 《Reallexikon der Assyriologie》 (독일어), 2025년 5월 24일에 확인함
- Galter, Hannes D. (1998), “Nagbu”, 《Reallexikon der Assyriologie》 (독일어), 2025년 5월 24일에 확인함
- Cavigneaux, Antoine; Krebernik, Manfred (1998b), “Niššīku”, 《Reallexikon der Assyriologie》 (독일어), 2025년 5월 24일에 확인함
- Civil, Miguel (1983). 《Enlil and Ninlil: The Marriage of Sud》. 《Journal of the American Oriental Society》 103. 43–66쪽. doi:10.2307/601859. JSTOR 601859.
- Lambert, Wilfred G.; Millard, Alan R. (1969). 《Atra-Ḫasīs: the Babylonian story of the Flood》. Oxford: Clarendon. ISBN 9780198131533.
- Lambert, Wilfred G. (1989). 《Reviewed Work: Eblaitica: Essays on the Ebla Archives and Eblaite Language. Vol. I by Cyrus H. Gordon, Gary A. Rendsburg, Nathan H. Winter》. 《Bulletin of the School of Oriental and African Studies, University of London》 52. JSTOR 617916.
- Lambert, Wilfred G. (2013). 《Babylonian Creation Myths》. Eisenbrauns. ISBN 9781575062471.
- Lambert, Wilfred G.; Winters, Ryan D. (2023).  George, Andrew; Krebernik, Manfred, 편집. 《An = Anum and Related Lists: God Lists of Ancient Mesopotamia》. Mohr Siebeck. ISBN 9783161613821.
- Lisman, Jan W. (2013). 《Cosmogony, Theogony and Anthropogeny in Sumerian texts.》. Ugarit-Verlag. ISBN 9783868350951.
- Sollberger, Edmond (1966). 《The Business and Administrative Correspondence under the Kings of Ur》. Locust Valley: J.J. Augustin.
- Sollberger, Edmond; Kupper, Jean-Robert (1971). 《Inscriptions royales sumériennes et akkadiennes》. Paris: CERF.
- Jacobsen, Thorkild (1992). 〈The Spell of Nudimmud〉.   Fishbane, Michael; Tov, Emanuel. 《Sha'arei Talmon Studies in the Bible, Qumran, and the Ancient Near East Presented to Shemaryahu Talmon》. Winona Lake: Eisenbrauns. ISBN 978-0931464614.
- Jacobsen, Thorkild (1976). 《The Treasures Of Darkness : A History Of Mesopotamian Religion》. Yale University Press. ISBN 9780300022919.
- Jacobsen, Thorkild (1970). 《Toward the Image of Tammuz and Other Essays on Mesopotamian History and Culture》. Harvard University Press. ISBN 9780674898103.
- Boivin, Odette (2018). 《The first dynasty of the Sealand in Mesopotamia》. Boston: De Gruyter. ISBN 9781501516399.
- Kramer, Samuel Noah (1960). 《Sumero-Akkadian Interconnections: Religious Ideas》. 《Genava》 8. ISSN 0072-0585.
- Bottéro, Jean (1992). 《Mesopotamia : writing, reasoning, and the gods》 1 paperback판. Chicago: University of Chicago Press. ISBN 978-0-226-06727-8.
- Bottéro, Jean (2001). 《Religion in ancient Mesopotamia》. Chicago: University of Chicago Press. ISBN 0-226-06718-1.
- Espak, Peeter (2010), “The God Enki in Sumerian Royal Ideology and Mythology”, 《Dissertationes Theologiae Universitatis Tartuensis 19》 (Tartu University Press), ISBN 9789949195220
- Espak, Peeter (2006). 《Ancient Near Eastern Gods Ea and Enki; Diachronical analysis of texts and images from the earliest sources to the Neo-Sumerian period》 (학위논문). Tartu University, Faculty of Theology, Chair for Ancient Near Eastern Studies.
- Kramer, Samuel Noah (1963). 《The Sumerians: Their History, Culture, and Character》. University of Chicago Press. ISBN 0-226-45238-7.
- Weeden, Mark (2009), “The Akkadian Words for "Grain" and the God Ḫaya”, 《Die Welt des Orients》 (Vandenhocek & Ruprecht (GmbH & Co. KG)) 36 (1): 77–107, JSTOR 25684169
- Lambert, Wilfred G. (1997). 〈Sumerian Gods: Combining the Evidence of Texts and Art〉.   Finkel, Irving L.; Geller, Markham J. 《Sumerian gods and their representations》. Groningen: Styx Publications. ISBN 978-9056930059.
- Wiggermann, F.A.M (1997), “Mischwesen A. Philologisch. Mesopotamien · Hybrid creatures A. Philological. In Mesopotamia.”, 《Reallexikon der Assyriologie》, 2025년 6월 7일에 확인함
- Green, Anthony (1997), “Mischwesen B. Archäologie. Mesopotamien · Hybrid creatures B. Archaeological. In Mesopotamia”, 《Reallexikon der Assyriologie》, 2025년 6월 7일에 확인함
- Seidl, Ursula (1971), “Göttersymbole und attribute A. I. Archäologisch. Mesopotamien · Divine symbol and attributes A. I. Archaeological. Mesopotamia”, 《Reallexikon der Assyriologie》 (독일어), 2025년 6월 7일에 확인함
- Zgoll, Annette (1998), “Ningal A. I. In Mesopotamien · Ningal A. I. In Mesopotamia”, 《Reallexikon der Assyriologie》, 2025년 6월 7일에 확인함
- Boehmer, Rainer Michael (1965). 《Die Entwicklung der Glyptik während der Akkad-Zeit》. Berlin: De Gruyter. ISBN 9783110001013.
- Black, Jeremy; Green, Anthony (1992). 《Gods, Demons and Symbols of Ancient Mesopotamia》. University of Texas Press. ISBN 978-0292707948.
- Wiggermann, F.A.M. (1981), “Exit Talim! Studies in Babylonian Demonology, I”, 《Jaarbericht van het Vooraziatisch-Egyptisch Genootschap Ex Oriente Lux》 (27)
- Rogers, John H. (1998), “Origins of the ancient constellations: I. The Mesopotamian traditions”, 《Journal of the British Astronomical Association》 108 (1)
- West, Stephanie (1994), “Prometheus Orientalized”, 《Museum Helveticum》 51 (3): 129–149, JSTOR 24818292
- Duchemin, Jacqueline (1974). 《Prométhée, Histoire du mythe, de ses origines orientales à ses incarnations modernes》. Paris: Les Belles Lettres. ISBN 9782251324326.
- Caduff, Gian Andrea (1986), 《Antike Sintflutsagen》, Hypomnemata. Untersuchungen zur Antike und zu ihrem Nachleben, Vandenhoeck & Ruprecht
- Garrison, Mark B. (2009), “God on serpent throne” (PDF), 《Iconography of Deities and Demons in the Ancient Near East》 (Swiss National Science Foundation), 2025년 6월 7일에 확인함
- Katz, Dina (2008년 1월 1일), “Enki and Ninhursaga, Part Two”, 《Bibliotheca Orientalis》 65 (3)
- Wiggermann, F.A.M. (1998), “Nammu”, 《Reallexikon der Assyriologie》, 2025년 6월 7일에 확인함
- Shwemer, Daniel (2008), “The Storm-Gods of the Ancient Near East: Summary, Synthesis, Recent Studies. Part I”, 《Journal of Ancient Near Eastern Religions》 7 (2)
- Krebernik, Manfred (1997), “Muttergöttin A. I. In Mesopotamien”, 《Reallexikon der Assyriologie》 (독일어), 2025년 6월 7일에 확인함
- Tugendhaft, Aaron (2016). 〈Gods on clay: Ancient Near Eastern scholarly practices and the history of religions〉.   Grafton, Anthony; Most, Glenn W. 《Canonical Texts and Scholarly Practices A Global Comparative Approach》. Cambridge University Press.
- Asher-Greve, Julia M.; Goodnick Westenholz, Joan (2013). 《Goddesses in Context: On Divine Powers, Roles, Relationships and Gender in Mesopotamian Textual and Visual Sources》 (PDF). Göttingen: Academic Press.